# Saipa Alborz
Saipa (perz. سایپای) je iranski nogometni klub iz Karadža, isprva registriran u Teheranu.
Sudjeluje u iranskoj prvoj nogometnoj ligi, a najveći uspjeh mu je osvojeno prvenstvo u sezoni 2006./07.
Prvotno je klub bio omaleni četveroligaški teheranski klub, a otkad ga je iranski proizvođač automobila Saipa kupio 1989. godine, počeo je njegov uzlet. 
Klub nikad nije imao veliku navijačku bazu, unatoč uspjesima. Ipak, poznat je po tome što ima najbolje programe za treniranje mladeži u Iranu.

## Vanjske poveznice
- (perz.) Službene klupske stranice  Arhivirana inačica izvorne stranice od 25. siječnja 2021. (Wayback Machine)
- (engl.) Perzijska nogometna liga
- (engl.) Statistike iranske profesionalne lige